# Бобринський Олексій Олексійович
Олексі́й Олексі́йович Бо́бринський (рос. Алексей Алексеевич Бобринский; нар. 6 (17) січня 1800, Санкт-Петербург — пом. 7 (19) жовтня 1868, Сміла) — граф, син Олексія Григоровича Бобринського, онук Катерини ІІ та Григорія Орлова, гвардійський офіцер, з 1833 служив у міністерстві фінансів, камер-юнкер; підприємець, селекціонер.

## Біографія
1821 року одружився з фрейліною імператриці Софією Олександрівною Самойловою. Після смерті князя Потьомкіна, Софія Олександрівна, як його племінниця, успадкувала його українські маєтки.

## Засновник цукрової промисловості України
Олексій Олексійович відомий своїм внеском у розвиток сільського господарства та цукрової промисловості в Україні, особливо на Черкащині, де отримала маєтки його дружина. Займався селекціонуванням квітів, вивів новий сорт троянд, що отримав його ім'я. Побудувавши цукрові заводи на Смілянщині, Бобринський започаткував цукрово-бурякову промисловість на українських теренах. За десять років Бобринський побудував 4 цукрових заводи:
- Балаклійський цукровий завод — 1838
- Грушківський цукровий завод — 1845
- Капітанівський цукровий завод — 1846
- Смілянський пісково-рафінадний завод — 1858

При Капітанівському заводі була заснована селекційна станція, що займалася виведенням нових сортів цукрового буряка. Завод у Смілі став першим де готували цукор як у вигляді рафінаду, так і цукру-піску. При смілянському заводі була відкрита школа кадрів вищої кваліфікації. З 40 технологів що пройшли тут підготовку і працювали у графа, пізніше 24 стали директорами та самостійними підприємцями. Класи, організовані у Смілі для підготовки фахівців, пізніше переросли в училище, а згодом і в інститут цукрової промисловості (нині: Національний університет харчових технологій у Києві, та Смілянський технікум харчової промисловості у Смілі).
О. О. Бобринський підтримав ідеї І. І. Мечникова та І. М. Красильщика щодо мікробіологічних методів захисту цукрових буряків, і допомагав втіленню їх на практиці.
З 1856 року Олексій Бобринський переселився до Сміли на постійне місце проживання.

## Засновник залізниці Російської імперії

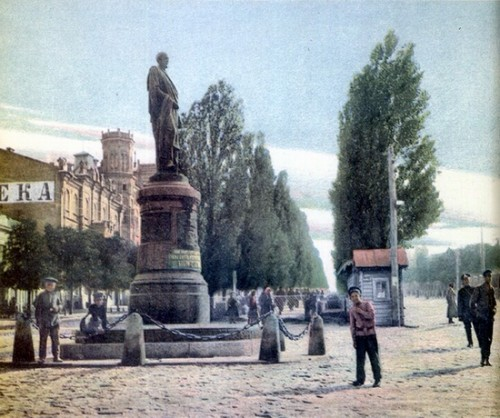
Пам'ятник Бобринському в Києві, відкритий 1872 р., демонтований у 1926 р. Автор — скульптор

Як неординарна особистість, Бобринській загорівся ідеєю зручнішого транспортування товарів та людей. Залізничний транспорт, на його думку, був як раз тим самим найзручнішим засобом транспортування. Для будівництва першої залізниці Бобринський у 1835 році створив акціонерне товариство, зміг зацікавити імператора і отримати дозвіл для будівництва. Пізніше, на його честь була названа збудована ним у Смілі залізнична станція Бобринська (нині — станція ім. Шевченка). На Бібіковському бульварі у Києві біля повороту до залізничного вокзалу 6 лютого 1872 року був відкритий пам'ятник «корисній діяльності графа Бобринського», де скульптурна постать графа спиралася ногою на залізничну рейку (знищений після громадянської війни). Справу батька продовжив син Володимир.

## Інша діяльність
Бобринський також був відомий як знавець точних наук та інженер. Був членом імператорського товариства сільського господарства, членом статистичного комітету, членом опікунської ради Київського імператорського університету Св. Володимира, членом товариства дослідників. За словами його друга, поета П. А. Вяземського, Бобринський був «однією з найблагородніших та вищою мірою співчутливих особистостей».
Бобринський надрукував «Статистичні матеріали для історії цукро-бурякової промисловості в Росії» (1856) та «Про застосування систем охоронної та вільної торгівлі в Росії» (1868).

## Нагороди
Нагороджений орденом Святої Анни І ступеня.

## Пам'ять
У місті Сміла існує бульвар графа Бобринського. У селі Ташлик є вулиця Графа Олексія Бобринського.